# A. Michelsen
A. Michelsen var en dansk kgl. hof- og ordens-juvelerer, der nu er fusioneret med Georg Jensen.
Virksomheden var grundlagt i 1841 af Anton Michelsen (1809-1877). Slægten, der stammer fra Hasmark på Fyn, kan føres tilbage til det 17. århundrede og har gennem generationer drevet smedehåndværk. Anton Michelsen rejste, efter i 1828 at have aflagt svendeprøve som guldsmed i Odense, i 1830 til København, hvor han uddannede sig yderligere på forskellige værksteder bl.a. hos Dyrkoph og hofguldsmed J.B. Dalhoff og søgte Kunstakademiet, hvor han kom under påvirkning af G.F. Hetsch. I 1836 drog han på en længere udenlandsrejse og arbejdede i datidens ypperste værksteder i Tyskland og først og fremmest i Paris (Wagner), hvorefter han i 1841 vendte tilbage til København og åbnede sit eget værksted i Gothersgade. Kongehuset viste ham fra første færd varm interesse. Christian 8. lod Anton Michelsen udføre de danske ordener, og firmaet havde siden den tid prædikat af kgl. hof- og ordensjuvelerer. Allerede i 1855 udstillede Anton Michelsen som eneste danske guldsmed på den første verdensudstilling i Paris, og siden deltog firmaet med hæder i de fleste internationale udstillinger og messer.
Ved Anton Michelsens død i 1877 overtoges forretningen af sønnen Carl Michelsen (1853-1921), der var uddannet som jurist og handelsmand. Han knyttede en række af tidens kunstnere til sig som sine medarbejdere, bl.a. Arnold Krog, Harald Slott-Møller, Hans Tegner, Martin Nyrop og først og fremmest Thorvald Bindesbøll. Carl Michelsen var virksom for industriens udvikling og en tid lang formand for Industriforeningen og Kunstindustrimuseets første bestyrelse.
I 1914 indtrådte hans søn, kaptajn Poul Ulrich Michelsen (1881-1957), som medindehaver af firmaet. Uddannet merkantilt i Landmandsbanken og håndværksmæssigt overtog han ved Carl Michelsens død i 1921 ledelsen af forretningen. Kunstnere som Svend Hammershøi, Ib Lunding, Olaf Stæhr-Nielsen, Palle Suenson, Arne Bang o.a. leverede tegninger til firmaet. Mest betydning for udviklingen havde sikkert de arbejder, der årene efter 1925 blev udført på værkstedet efter professor Kay Fiskers tegninger. Senere satte Ole Hagen, Erik Herløw og Edvard Kindt-Larsen deres præg på udviklingen. Foruden sølvsmedien havde også guldsmedien og emaljeværkstedet gennem årene hævdet sig ved særprægede arbejder. Ved virksomhedens 100 års jubilæum i 1941 blev indehaveren Poul Ulrich Michelsen udnævnt til Kommandør af Dannebrog, og Det danske Kunstindustrimuseum arrangerede en retrospektiv udstilling. Ved samme lejlighed udsendtes bogen: A. Michelsen og dansk Sølvsmedekunst, skrevet af Ole Wanscher og Erik Lassen. Fra januar 1940 havde Poul Michelsens søn, magister Jørgen Michelsen (f. 1912), der var uddannet som kunsthistoriker og som sølvsmed på Teknisk Skole og i udlandet, været ansat i firmaet og i 1943 blev han optaget som medindehaver. I 1946 oprettedes AB A. Michelsen, Stockholm, som et datterselskab.
I 1985 blev Den Kongelige Porcelænsfabrik, Holmegaard Glasværk, A. Michelsen og Georg Jensen fusioneret til Royal Copenhagen.
Firmaets udsalg lå i Bredgade 11, mens fabrikken havde adresse Sturlasgade 14 på Islands Brygge.